# Èric X
Eric X—Erik Knutsson (suec); Eiríkr Knútsson en nòrdic antic— (c. 1180 – 10 d'abril del 1216) fou Rei de Suècia entre 1208 i 1216. També conegut com a Eric el Supervivent ("Erik som överlevde" (suec)) quan esdevingué rei, era l'únic fill supervivent del Rei Canut I de Suècia i la seva muller de nom desconegut, que probablement era Cecilia Johansdotter. Va néixer al voltant 1180 al senyoriu reial d'Eriksberg.
Quan el pare d'Eric, el Rei Canut I, va morir pacíficament el 1195, tots els seus fills eren nens i aparentment Eric no era el més gran d'aquests. Degut a la influència del poderós segon del regne, el Jarl Birger Brosa, Sverker II, el cap de la dinastia rival fou escollit Rei de Suècia, per davant dels fills de Canut.
Els fills del Rei Canut continuaren vivint a la cort reial sueca, fins al 1203, quan els seus germans i la família reclamaren el tron, petició a la que Sverker no accedí moment en què Eric i els seus germans van fugir a Noruega. El 1205 els germans van retornar a Suècia amb el suport noruec, però va perdre la batalla d'Älgarås, on els tres germans d'Eric foren morts.
El 1208 Eric va retornar a Suècia amb tropes noruegues i vencé a Sverker a la batalla de Lena. Eric esdevenia així escollit el rei de Suècia.
Sverker intentà reconquerir el tron, però va ser derrotat i mort a la batalla de Gestilren el 1210. L'estendard sota el que lluitaren les tropes del Rei Eric, va ser conservat pel seu parent el Lagman Eskil Magnusson de la família Bjelbo a Skara, qui el 1219 l'entregà com a present en la rebuda del seu col·lega islandès Snorri Sturluson.
En aquell temps el rei Eric es casà amb la princesa Riquilda de Dinamarca, filla de Valdemar I de Dinamarca, i germana del llavors regnant Valdemar II el Victoriós. Aquest fou un matrimoni de conveniència per tal d'estrènyer relacions amb Dinamarca, que tradicionalment havia donat suport a la dinastia Sverker, contra la dinastia noruega a la qual pertanyia Eric. Del seu matrimoni amb Riquilda tingueren com a mínim cinc fills:
- Sophia Eriksdotter (morta el 1241), casada amb Enric III de Rostock
- Märta Bonde casada amb el Mariscal Nils Sixtensson (Sparre)
- Ingeborg Eriksdotter (Mort 1254), casada amb Birger Jarl, regent de Suècia
- Marianna, casada amb un duc de Pomerània, possiblement Barnim I, Duc de Pomerània
- Eric XI (1216–1250)

Eric X fou el primer rei suec en ser coronat.
Va morir sobtadament de febres el 1216 al castell de Näs a l'illa de Visingsö. Va ser enterrat a l'església de l'abadia de Varnhem.